# La Cène (Rubens)
Pour les articles homonymes, voir La Cène (homonymie).
La Cène (1630–1631) est une peinture à l'huile sur toile de Pierre Paul Rubens. Elle est commandée par Catherine Lescuyer comme pièce commémorative pour son père. Rubens la crée dans le cadre d'un retable de la cathédrale Saint-Rombaut de Malines (Belgique). La peinture représente Jésus et les Douze Apôtres pendant la Cène. 
Judas est vêtu de bleu et de jaune, se retournant vers le spectateur et s'éloignant de la table. Ce dernier tient sa main droite à sa bouche, évitant le contact visuel direct avec les autres personnages de la peinture et créant une expression nerveuse. 
Jésus est vêtu de rouge et a un auréole jaune entourant sa tête avec son visage incliné vers le haut. Il est situé au centre du tableau, entouré de ses disciple, six de chaque côté, et il tient une miche de pain et une tasse de vin devant lui. De toutes les figures, il est le plus dans la lumière, les personnages les plus à gauche étant les plus dans l'ombre. « La scène représente ainsi une fusion parfaite de la signification théologique de la Cène », soulignant la confusion entre la bénédiction du pain et du vin tout en étant essentielle pour révéler la trahison.
Comme dans de nombreuses autres représentations d'Europe du Nord, un chien avec un os peut être vu dans la scène, probablement comme un simple animal de compagnie. Cela peut représenter la Foi, les chiens étant traditionnellement des symboles de celle-ci. Selon J. Richard Judson, le chien près de Judas représente peut-être la Cupidité ou le mal, en tant que compagnon de Judas, comme dans Jean 13:27.
Ce tableau fait suite à la première tentative infructueuse de Rubens de produire une Cène en 1611, lorsque ses mécènes reculent à la dernière minute, peut-être en raison du prix élevé de 4 000 florins demandé par Rubens.
La fresque de La Cène de Léonard de Vinci a eu une influence significative sur Rubens. Il a également été influencé par ses idéaux humanistes dont il extrait des thèmes bibliques.
Rubens réalisait souvent des gravures après la fin de ses travaux. D'autres artistes ont utilisé ces gravures pour servir de base à leurs propres œuvres. Ces copies ont également été collectionnées. Ces gravures et copies ont contribué à la popularité des œuvres de Rubens de son vivant.